# قله زو (مشهد)
قله زو بلندترین قله از ارتفاعات آب و برق مشهد است که یکی از مسیرهای اصلی تمرین کوهنوردان مشهدی است و بیشتر باشگاه‌ها و گروه‌های کوهنوردی برنامه تمرینی هفتگی صعود به این قله را دارند.

## ارتفاع
ارتفاع این قله ۱۵۰۹ متر از سطح دریا است.

## مسیرها
- مسیر پارک خورشید: این مسیر، مسیری کوتاه و سریع برای دسترسی به قله است که از پارک خورشید واقع در انتهای خیابان هاشمیه شروع شده و با حدود ۱ ساعت کوهپیمایی به قله منتهی می‌شود.[۲]
- مسیر از خیابان هفت تیر: این مسیر، مسیری طولانی‌تر برای رسیدن به قله است که از انتهای خیابان آب و برق شروع شده و با کوهپیمایی با سرعت متوسط ظرف یک ساعت و چهل و پنج دقیقه کوهپیمایی به قله می‌رسد.

## چشمه معین
حدود ۱۲۰۰ متر به سمت پشت قله چشمه و سرسبزی کوچکی وجود دارد که آن محدوده دره معین و آن چشمه، چشمه معین نام دارد.
وجه تسمیه نام قله زو :
در اوایل دهه هفتاد گروهی از کوهنوردان محلی که اصالتا از روستای قله رو شهرستان کلات نادری بودند با توجه به وضعیت توپوگرافی منطقه و وجود کوه و دره در کنار هم و بستر سنگی منطقه که یاداور زادگاهشان بود  نام قله زو را برای آن منطقه انتخاب کردند و با نصب تابلویی در منطقه نام قله زو را در مشهد به سر زبانها انداختند .